# 青林口古建築群
青林口古建築群位於四川省綿陽市江油市，文物遺址年代判定為清代。2007年6月1日公佈為四川省第七批文物保護單位。2013年3月5日列為第七批全國重點文物保護單位。
保護範圍：東至紅軍橋頭胡顯清家，西至文昌宮大門外右側楊全旭家、左側陳文進家，南至紅軍橋正對面諶登義家，北至粵閩會館、古戲臺北側李俊雲家。建設控制地帶：以保護範圍為界，東至半邊街場尾，西至文昌宮場尾，南至紅軍橋正對街坊，北至青林口場北入口，包括河對岸黃公祠、松林橋遺址、橋亭的占地範圍。